# Ivan Kley
Ivan Kley (Novo Hamburgo, Brasil; 29 de junio de 1958 – Itajai, 3 de abril de 2025) fue un tenista profesional brasileño especialista en dobles.

## Carrera
Su carrera profesional inició a los diecisiete años y fue de 1975 a 1990. Kley participó en tres ediciones de la Copa Davis ties, representando a Brasil donde enfrentó a España, Uruguay y Venezuela.
En individuales ganó el título en Campos do Jordão y fue finalista en el Abierto de Forest Hills en los Estados Unidos. En dobles ganó en el Torneo Conde de Godó en España.
Su mejor ubicación en el circuito del ATP fue No. 81 y su mejor clasificación en dobles fue No. 56. Él ha sido el único en ganar el mismo día el título nacional en individuales, dobles y dobles mixtos en Brasil.

## Tras el retiro
Luego de retirarse pasó a ser entrenador e instructor del equipo de tenis del Itamirim Clube de Campo, localizado en Itajaí, en Santa Catarina.
Desarrolló su propio método de entrenamiento para tenistas para ayudarlos a progresar. Entrenó a varios jugadores de categoría júnior y profesional, como André Ghem.

## Vida personal y muerte
Era el padre del cantante Vitor Kley. El 3 de abril de 2025 Kley contrajo una enfermedad y murió en Itajaí a los 81 años.